# Xã Sullivan, Quận Livingston, Illinois
Xã Sullivan (tiếng Anh: Sullivan Township) là một xã thuộc quận Livingston, tiểu bang Illinois, Hoa Kỳ. Năm 2010, dân số của xã này là 724 người.